# Nikolaos Nakas
Nikolaos Nakas (* 13. April 1982 in Ludwigsburg) ist ein ehemaliger deutscher Fußballspieler griechischer Herkunft.

## Werdegang
Der Abwehrspieler begann seine Karriere beim TSV Crailsheim und wechselte dann zum VfB Stuttgart, wurde allerdings nur einmal in der Amateurmannschaft eingesetzt. 2002 ging er zum SV Darmstadt 98, für den er acht Regionalligaspiele betritt. Anschließend wechselte er zum SV Wehen Wiesbaden, wo er 119 Regionalligaspiele absolvierte und dabei drei Tore erzielte.
In der Saison 2006/07 gelang Nakas mit seinem Verein SV Wehen Wiesbaden der Aufstieg von der Regionalliga Süd in die 2. Bundesliga. Dort zählte er zum Profikader, wechselte jedoch nach der Saison 2008/09 in die Regionalliga zur SV Elversberg, ehe er in der Winterpause der Saison 2010/11 beim SV Darmstadt 98 unterkam und dort bis zum Saisonende blieb.
In der Saison 2012/13 war Nakas Co-Trainer beim FC Eschborn. Gleichzeitig spielte er aktiv für den FSV Hellas Schierstein. Seine Karriere beendete Nakas 2016 bei Kreisoberligist SG Gladbach-Hausen.